# 搬口街道
搬口街道，是中华人民共和国河南省周口市川汇区下辖的一个乡镇级行政单位。

## 行政区划
搬口街道下辖以下地区：
搬口村、曾楼村、杨寨村、沈楼村、贾寨村、梁寨村、毛寨村、朱庄村、李楼村、西赵村、葛湾村、文庄村、郭庄村、张寨村、门庄村和王祖庙村。